# Кидыш (Челябинская область)
Кидыш — село в Уйском районе Челябинской области России. Административный центр Кидышевского сельского поселения.

## География
Ближайшие населённые пункты: село Аминево и посёлок Бирюковский. Расстояние до районного центра села Уйского 30 км.

## История
Село Кидыш основано в 1807 году на месте Кидышевского форта. С этим местом связаны события Пугачёвского восстания 1773—1775 годов. Многие местные казаки участвовали в Первой мировой войне в составе казачьего полка. В августе 1919 года село было обстреляно и сожжено Красной Армией. После этого большинство населения примкнуло к белым, село стало считаться «белогвардейским», а кидышане попали в разряд неблагонадежных. До конца 60-х годов прошлого столетия здешние мужчины были лишены права служить в рядах советской армии. 
Сегодня многие занимаются фермерской деятельностью, люди содержат большие подворья, сеют, пашут и пекут собственный хлеб на хмелю.

## Население
| 2002 | 2010  |
| ---- | ----- |
| 1337 | ↘1014 |

По данным Всероссийской переписи, в 2010 году численность населения села составляла 1014 человек (453 мужчины и 561 женщина).

## Улицы
Уличная сеть села состоит из 10 улиц.